# Velkovrhia enigmatica
Velkovrhia enigmatica is een hydroïdpoliep uit de familie Bougainvilliidae. De poliep komt uit het geslacht Velkovrhia. Velkovrhia enigmatica werd in 1971 voor het eerst wetenschappelijk beschreven door Matjasic & Sket. 